# Штегеман, Макс
Макс Штегеман (нем. Max Staegemann; 10 мая 1843, Фрайенвальде — 29 января 1905, Лейпциг) — немецкий актёр, певец (баритон) и театральный режиссёр. Брат режиссёра Ойгена Штегемана, отец певцов Елены Штегеман и Вальдемара Штегемана; по матери принадлежал также к театральной династии Девриентов.

## Биография
Макс Штегеман дебютировал в 1862 году в городе Бремене, но почти сразу же перебрался в Ганновер. С 1863 года пел в Ганноверской опере. 
В 1864 году совершил поездку в Париж для совершенствования своего мастерства под руководством Франсуа Дельсарта. По возвращении в Ганновер получил в 1865 году место первого баритона в опере; исполнял, в частности, заглавные партии в «Дон Жуане» Моцарта и «Вильгельме Телле» Россини, графа ди Луна в «Трубадуре» Верди. Кроме того, для Штегемана написаны многие ведущие партии в операх ганноверского капельмейстера Генриха Маршнера. 
В 1868 году Ганс фон Бюлов прочил Макса Штегемана в первые исполнители партии Ганса Сакса в «Нюрнбергских мейстерзингерах» Рихарда Вагнера, однако Вагнер отверг его кандидатуру.
В 1876 году, завершив исполнительскую карьеру, М. Штегеман перебрался в Кёнигсберг и возглавил на три года местный оперный театр. Руководство Штегемана ознаменовалось, прежде всего, германской премьерой оперы Бизе «Кармен» (26 октября 1879 года, дирижёр Эмиль Паур), имевшей шумный успех.
Затем Штегеман с 1882 года и до конца жизни руководил Лейпцигской оперой, куда, в частности, пригласил в 1886 году на должность второго дирижёра Густава Малера и на протяжении двух сезонов сглаживал его непростые взаимоотношения с оркестром; через Штегемана Малер познакомился с внуком Карла Марии фон Вебера, заказавшим ему завершение неоконченной веберовской оперы, — эта работа существенно упрочила репутацию Малера в национальном масштабе. Кроме того, с именем Штегемана связана судьба другого видного композитора, Франца Легара: Штегеман в 1896 году поставил в Лейпциге дебютную оперу Легара «Кукушка».